# Eleições estaduais no Paraná em 2006
As eleições estaduais no Paraná em 2006 aconteceram juntamente com as Eleições federais no Brasil, em 1 de outubro e em 29 de outubro. Desde 1994, como resultado de uma emenda constitucional que reduziu o mandato presidencial para quatro anos, todas as eleições federais e estaduais no Brasil coincidiram. As eleições estaduais decidem governadores e os deputados estaduais para as Assembleias Legislativas. Também os membros do Congresso Nacional são eleitos por estado.
O ex-senador Roberto Requião (PMDB), já eleito governador em 1990 e em 2002, foi reeleito no segundo turno por uma apertadíssima diferença de 10.479 votos, equivalentes a 0,2% dos votos válidos (recebeu 2.668.611 votos, contra 2.658.132 de Osmar Dias). Foi o primeiro governador do Paraná a conquistar três mandatos por eleição direta. Seus principais adversários foram os então senadores Osmar Dias (PDT) e Flávio Arns (PT).

## Resultado da eleição para governador

### Primeiro turno
| Candidatos a governador do estado | Candidatos a vice-governador | Número | Coligação                                                     | Votação   | Percentual |
| --------------------------------- | ---------------------------- | ------ | ------------------------------------------------------------- | --------- | ---------- |
| Roberto Requião PMDB              | Orlando Pessuti PMDB         | 15     | Paraná Forte (PMDB, PSC)                                      | 2.321.217 | 42,81%     |
| Osmar Dias PDT                    | Derli Donin PP               | 12     | Paraná da Verdade (PDT, PP, PSB, PMN, PRONA, PTC, PTN, PTdoB) | 2.093.161 | 38,60%     |
| Flávio Arns PT                    | Vitor Hugo Burko PL          | 13     | Paraná Unido (PT, PL, PCdoB, PRB, PAN, PHS)                   | 506.825   | 9,35%      |
| Rubens Bueno PPS                  | Marcelo Puppi PFL            | 23     | O Paraná Quer Mais (PPS, PFL, PTB)                            | 437.689   | 8,07%      |
| Antonio Melo Viana PV             | Edna Belini PV               | 43     | —                                                             | 30.501    | 0,56%      |
| Luis Felipe Bergmann PSOL         | Wilson Prévidi PCB           | 50     | Frente de Esquerda do Paraná (PSOL, PSTU, PCB)                | 14.914    | 0,28%      |
| Ana Lúcia Pires PRTB              | Cristiane Margaridi PRTB     | 28     | —                                                             | 9.993     | 0,18%      |
| Luiz Adão Marques PSDC            | Regiany Pavese PSDC          | 27     | —                                                             | 3.023     | 0,06%      |
| Jorge Luiz Martins PRP            | Acácio de Oliveira PRP       | 44     | —                                                             | 2.400     | 0,04%      |
| Antônio Roberto Forte PSL         | Sandra de Paula PSL          | 17     | —                                                             | 2.119     | 0,04%      |
| Ivo José de Souza PCO             | Mauri de Souza PCO           | 29     | —                                                             | 781       | 0,01%      |

### Segundo turno
| Candidatos a governador do estado | Candidatos a vice-governador | Número | Coligação                                                          | Votação   | Percentual |
| --------------------------------- | ---------------------------- | ------ | ------------------------------------------------------------------ | --------- | ---------- |
| Roberto Requião PMDB              | Orlando Pessuti PMDB         | 15     | Paraná Forte (PMDB, PSC)                                           | 2.668.611 | 50,10%     |
| Osmar Dias PDT                    | Derli Donin PP               | 12     | Paraná de Verdade (PDT, PP, PSB, PTB, PMN, PRONA, PTC, PTN, PTdoB) | 2.658.132 | 49,90%     |

## Resultado da eleição para senador
| Candidatos a senador da República | Candidatos a suplente de senador               | Número | Coligação                                      | Votação   | Percentual |
| --------------------------------- | ---------------------------------------------- | ------ | ---------------------------------------------- | --------- | ---------- |
| Alvaro Dias PSDB                  | Wilson de Matos PSDB Hélio Duque PSDB          | 456    | —                                              | 2.572.481 | 50,51%     |
| Gleisi Hoffmann PT                | Nereu Faustino Ceni PCdoB Shinji Gohara PHS    | 131    | Paraná Unido (PT, PL, PCdoB, PRB, PAN, PHS)    | 2.299.088 | 45,14%     |
| Luiz Felipe Haj Mussi PPS         | Francisco Galli PPS Iara Alvarenga Freire PPS  | 231    | O Paraná Quer Mais (PPS, PFL, PTB)             | 78.723    | 1,55%      |
| José Roberto Sandoval PSC         | Alsir Pelissaro PSC Francisco Parenti PSC      | 200    | —                                              | 74.307    | 1,46%      |
| Paulo Salamuni PV                 | Waldemar Niclevicz PV Maria Isabel Corrêa PV   | 437    | —                                              | 39.841    | 0,78%      |
| Custódio da Silva PRTB            | Sonia Teixeira PRTB Rachel Teixeira PRTB       | 289    | —                                              | 10.130    | 0,20%      |
| Sandra Borges PSL                 | Olga Margot Macedo PSL Zélia Luíza Ribeiro PSL | 177    | —                                              | 8.313     | 0,16%      |
| Antônio Procopiak PSDC            | Gerson Gomes PSDC Terezinha Picolo PSDC        | 270    | —                                              | 5.234     | 0,10%      |
| Ivan Augusto Bernardo PSTU        | Ana Maria Gonçalves PCB Sergio dos Santos PSOL | 160    | Frente de Esquerda do Paraná (PSOL, PSTU, PCB) | 5.017     | 0,10%      |

## Concorrentes
Nesta eleição o PSDB estava dividido em dois grupos: um, liderado pelo deputado estadual Valdir Rossoni e pelo senador Alvaro Dias, defendia a liberação dos filiados para apoiar qualquer candidatura ao governo do Estado, exceto a do PT, o que na prática significaria um apoio informal a candidatura de Osmar Dias (PDT) e outro que defendia o apoio formal à candidatura do então governador e candidato a reeleição Roberto Requião (PMDB), sendo esta ala liderada pelo então presidente da Assembleia Legislativa do Paraná (ALEP), Hermas Brandão.
Na convenção do partido venceu a tese que defendia a entrada na coligação "Paraná Forte" junto com PMDB e PSC, indicando o candidato a vice-governador e ao senado, Hermas Brandão e Alvaro Dias respectivamente. Dos 413 delegados presentes, 205 votaram a favor da aliança, 200 a favor de liberar o partido, 4 anularam seus votos e outros 4 votaram em branco. 
O resultado, porém, não foi aceito por algumas lideranças como os deputados federais Luiz Carlos Hauly e Gustavo Fruet. Eles, além de Rossoni e Dias, foram à Executiva Nacional do partido pedir a intervenção na convenção com o argumento de que se aliar a Requião enfraqueceria a candidatura presidencial de Geraldo Alckmin no Paraná. Também alegavam que não havia nenhuma garantia de que o governador dividiria palanque com o tucano, já que nos dois pleitos anteriores (1998 e 2002) apoiou Lula (PT). 
A tentativa de coligação morreu no TRE, que por 3 votos a 2, a anulou. Com isso, o partido não esteve de forma formal na disputa pelo governo, mas seus filiados apoiaram informalmente três candidaturas: Requião, do PMDB; Osmar Dias, do PDT e Rubens Bueno, do PPS.

### Frente de Esquerda do Paraná
| Nome                 | Cargo           | Partido | Nº eleitoral | Notas |
| -------------------- | --------------- | ------- | ------------ | --- |
| Luiz Felipe Bergmann | Governador      | PSOL    | 50           | O professor foi candidato a governador apoiando a chapa da ex-senadora Heloísa Helena, fundadora do PSOL, partido de Bergmann. |
| Wilson Previdi       | Vice-governador | PSOL    | -            | |
| Ivan Bernardo        | Senador         | PSTU    | 160          | |

### Paraná da Verdade
| Nome        | Cargo           | Partido | Nº eleitoral | Notas                                                                                              |
| ----------- | --------------- | ------- | ------------ | -------------------------------------------------------------------------------------------------- |
| Osmar Dias  | Governador      | PDT     | 12           | O então senador tentou repetir o feito de seu irmão, o senador Alvaro Dias, que já foi governador. |
| Derli Donin | Vice-governador | PP      | -            | O ex-prefeito de Toledo tentou repetir a dose de anos de mandato na prefeitura toledana.           |

### Paraná Forte
| Nome            | Cargo           | Partido | Nº eleitoral | Notas                                                                                     |
| --------------- | --------------- | ------- | ------------ | ----------------------------------------------------------------------------------------- |
| Roberto Requião | Governador      | PMDB    | 15           | O então governador foi candidato numa eleição para o Governo do Estado pela terceira vez. |
| Orlando Pessuti | Vice-governador | PMDB    | -            |                                                                                           |

### Paraná Unido
| Nome             | Cargo           | Partido | Nº eleitoral | Notas |
| ---------------- | --------------- | ------- | ------------ | --- |
| Flávio Arns      | Governador      | PT      | 13           | O então senador é sobrinho da fundadora e ex-coordenadora da Pastoral da Criança, a médica Zilda Arns.                |
| Vitor Hugo Burko | Vice-governador | PL      | -            | É ex-prefeito de Guarapuava. Seu irmão, o jogador Fernando Burko, é meio-campista do Blackburn Rovers, da Inglaterra. |
| Gleisi Hoffmann  | Senadora        | PT      | 131          | |

### Partido da Causa Operária
| Nome              | Cargo           | Partido | Nº eleitoral |
| ----------------- | --------------- | ------- | ------------ |
| Ivo Souza         | Governador      | PCO     | 29           |
| Mauri de Oliveira | Vice-governador | PCO     | -            |
| Ney Betin         | Senador         | PCO     | 291          |

### Partido da Social Democracia Brasileira
| Nome        | Cargo   | Partido | Nº eleitoral | Notas                                         |
| ----------- | ------- | ------- | ------------ | --------------------------------------------- |
| Alvaro Dias | Senador | PSDB    | 456          | O senador já foi governador entre 1987 e 1991 |

### Partido Social Cristão
Apesar do partido compor a coligação "Paraná Forte" para o governo do estado, disputou em chapa pura para o senado.
| Nome                  | Cargo   | Partido | Nº eleitoral |
| --------------------- | ------- | ------- | ------------ |
| José Roberto Sandoval | Senador | PSC     | 200          |

### Partido Verde
| Nome           | Cargo           | Partido | Nº eleitoral | Notas                                                                                        |
| -------------- | --------------- | ------- | ------------ | -------------------------------------------------------------------------------------------- |
| Melo Viana     | Governador      | PV      | 43           | Baiano de Vitória da Conquista, tenta pela segunda vez uma candidatura ao Governo do Paraná. |
| Edna Belini    | Vice-governador | PV      | -            |                                                                                              |
| Paulo Salamuni | Senador         | PV      | 437          |                                                                                              |

### O Paraná Quer Mais
| Nome                  | Cargo           | Partido | Nº eleitoral |
| --------------------- | --------------- | ------- | ------------ |
| Rubens Bueno          | Governador      | PPS     | 23           |
| Marcelo Puppi         | Vice-governador | PFL     | -            |
| Luiz Felipe Haj Mussi | Senador         | PPS     | 231          |

## Deputados federais
Representação eleita
  PMDB: 8
  PFL: 5
  PSDB: 4
  PT: 4
  PP: 3
  PPS: 2
  PL: 2
  PDT: 1
  PTB: 1

Fonteː
| Número | Deputados federais eleitos | Partido | Votação | Percentual | Cidade onde nasceu         | Unidade federativa |
| 4567   | Gustavo Fruet              | PSDB    | 210.674 | 3,93%      | Curitiba                   | Paraná             |
| 2340   | Ratinho Júnior             | PPS     | 205.286 | 3,83%      | Jandaia do Sul             | Paraná             |
| 4566   | Alfredo Kaefer             | PSDB    | 158.659 | 2,96%      | Roque Gonzales             | Rio Grande do Sul  |
| 1540   | Hermes Parcianello         | PMDB    | 151.874 | 2,83%      | Goioerê                    | Paraná             |
| 1533   | Osmar Serraglio            | PMDB    | 149.673 | 2,79%      | Erechim                    | Rio Grande do Sul  |
| 1212   | Barbosa Neto               | PDT     | 132.674 | 2,47%      | Santa Rita do Passa Quatro | São Paulo          |
| 1151   | Ricardo Barros             | PP      | 130.855 | 2,44%      | Maringá                    | Paraná             |
| 2505   | Abelardo Lupion            | PFL     | 122.861 | 2,29%      | Curitiba                   | Paraná             |
| 1122   | Dilceu Sperafico           | PP      | 116.632 | 2,17%      | Santa Rosa                 | Rio Grande do Sul  |
| 1510   | Max Rosenmann              | PMDB    | 116.516 | 2,17%      | Curitiba                   | Paraná             |
| 1569   | Odílio Balbinotti          | PMDB    | 116.398 | 2,17%      | Gaurama                    | Paraná             |
| 1111   | Nelson Meurer              | PP      | 114.141 | 2,13%      | Bom Retiro                 | Santa Catarina     |
| 4515   | Luiz Carlos Hauly          | PSDB    | 111.506 | 2,08%      | Cambé                      | Paraná             |
| 1414   | Alex Canziani              | PTB     | 111.472 | 2,08%      | Londrina                   | Paraná             |
| 1322   | Angelo Vanhoni             | PT      | 111.036 | 2,07%      | Paranaguá                  | Paraná             |
| 1512   | Moacir Micheletto          | PMDB    | 103.120 | 1,92%      | Xanxerê                    | Santa Catarina     |
| 1515   | Reinhold Stephanes         | PMDB    | 101.699 | 1,90%      | Porto União                | Santa Catarina     |
| 4545   | Affonso Camargo Neto       | PSDB    | 99.763  | 1,86%      | Curitiba                   | Paraná             |
| 2200   | Fernando Giacobo           | PL      | 92.868  | 1,73%      | Pato Branco                | Paraná             |
| 1505   | Rocha Loures               | PMDB    | 89.204  | 1,66%      | Curitiba                   | Paraná             |
| 2313   | Cezar Silvestri            | PPS     | 88.962  | 1,66%      | Guarapuava                 | Paraná             |
| 2550   | Luiz Carlos Setim          | PFL     | 88.526  | 1,65%      | São José dos Pinhais       | Paraná             |
| 2530   | Eduardo Sciarra            | PFL     | 85.197  | 1,59%      | Londrina                   | Paraná             |
| 1500   | Hidekazu Takayama          | PMDB    | 85.093  | 1,59%      | Rolândia                   | Paraná             |
| 2223   | Chico da Princesa          | PL      | 84.046  | 1,57%      | Três Barras                | Santa Catarina     |
| 1345   | André Luiz                 | PT      | 83.222  | 1,55%      | Assaí                      | Paraná             |
| 1313   | Dr. Rosinha                | PT      | 69.349  | 1,29%      | Rolândia                   | Paraná             |
| 2525   | Alceni Guerra              | PFL     | 69.022  | 1,29%      | Soledade                   | Rio Grande do Sul  |
| 2522   | Cássio Taniguchi           | PFL     | 67.821  | 1,26%      | Paraguaçu Paulista         | São Paulo          |
| 1314   | Assis do Couto             | PT      | 63.032  | 1,17%      | Santo Antônio do Sudoeste  | Paraná             |

## Deputados estaduais
Representação eleita
  PMDB: 17
  PSDB: 7
  PFL: 6
  PT: 6
  PP: 4
  PDT: 3
  PPS: 3
  PTB: 2
  PSB: 2
  PL: 1
  PRB: 1
  PMN: 1
  PV: 1

Fonteː
| Número | Deputados estaduais eleitos | Partido | Votação | Percentual | Cidade onde nasceu        | Unidade federativa |
| 15128  | Alexandre Curi              | PMDB    | 131.988 | 2,44%      | Curitiba                  | Paraná             |
| 15178  | Nereu Moura                 | PMDB    | 88.891  | 1,65%      | São João                  | Paraná             |
| 15107  | Caíto Quintana              | PMDB    | 85.352  | 1,58%      | Santo Augusto             | Rio Grande do Sul  |
| 15678  | Luiz Claudio Romanelli      | PMDB    | 82.666  | 1,53%      | Londrina                  | Paraná             |
| 11789  | Antonio Belinati            | PP      | 81.157  | 1,50%      | Campo Grande              | Mato Grosso do Sul |
| 15015  | Artagão Junior              | PMDB    | 74.783  | 1,38%      | Ponta Grossa              | Paraná             |
| 45120  | Valdir Rossoni              | PSDB    | 71.992  | 1,33%      | Palmas                    | Paraná             |
| 45000  | Luiz Accorsi                | PSDB    | 71.920  | 1,33%      | São Paulo                 | São Paulo          |
| 12345  | Augustinho Zucchi           | PDT     | 67.760  | 1,25%      | Pato Branco               | Paraná             |
| 15123  | Waldyr Pugliesi             | PMDB    | 66.513  | 1,23%      | Monte Alto                | São Paulo          |
| 11511  | Cida Borghetti              | PP      | 66.492  | 1,23%      | Caçador                   | Santa Catarina     |
| 15190  | Antônio Anibelli            | PMDB    | 65.624  | 1,22%      | Clevelândia               | Paraná             |
| 14123  | Jocelito Canto              | PTB     | 65.284  | 1,21%      | Três Passos               | Rio Grande do Sul  |
| 15156  | Cleiton Kielse              | PMDB    | 61.874  | 1,15%      | Curitiba                  | Paraná             |
| 15777  | Geraldo Cartário            | PMDB    | 61.758  | 1,14%      | Curitiba                  | Paraná             |
| 12550  | Luiz Carlos Martins         | PDT     | 54.520  | 1,01%      | Bilac                     | São Paulo          |
| 45200  | Nelson Garcia               | PSDB    | 53.932  | 1,00%      | Rolândia                  | Paraná             |
| 45680  | Francisco Bührer            | PSDB    | 53.524  | 0,99%      | Tijucas do Sul            | Paraná             |
| 11669  | Ney Leprevost               | PP      | 53.471  | 0,99%      | Curitiba                  | Paraná             |
| 23100  | Marcelo Rangel              | PPS     | 51.868  | 0,96%      | Ponta Grossa              | Paraná             |
| 12612  | Edgar Bueno                 | PDT     | 49.971  | 0,93%      | Marcelino Ramos           | Paraná             |
| 40111  | Reni Pereira                | PSB     | 49.760  | 0,92%      | Santo Antônio do Sudoeste | Paraná             |
| 22104  | Chico Noroeste              | PL      | 49.413  | 0,92%      | Mirador                   | Maranhão           |
| 15655  | Mauro Moraes                | PMDB    | 48.513  | 0,90%      | Tomazina                  | Paraná             |
| 40789  | Fernando Carli Filho        | PSB     | 46.686  | 0,86%      | Guarapuava                | Paraná             |
| 25155  | Elio Rusch                  | PFL     | 46.613  | 0,86%      | Crissiumal                | Rio Grande do Sul  |
| 25252  | Durval Amaral               | PFL     | 46.476  | 0,86%      | Londrina                  | Paraná             |
| 15115  | Dobrandino da Silva         | PMDB    | 45.623  | 0,84%      | Treze de Maio             | Santa Catarina     |
| 45123  | Luiz Nishimori              | PSDB    | 45.247  | 0,84%      | Marialva                  | Paraná             |
| 25111  | Nelson Justus               | PFL     | 44.430  | 0,82%      | Curitiba                  | Paraná             |
| 15615  | Mamede                      | PMDB    | 42.691  | 0,79%      | Keserwan                  | Líbano             |
| 25110  | Plauto Miró                 | PFL     | 42.456  | 0,79%      | Ponta Grossa              | Paraná             |
| 45160  | Luiz Fernandes Litro        | PSDB    | 41.864  | 0,78%      | Dois Vizinhos             | Paraná             |
| 15999  | Luiz Eduardo Cheida         | PMDB    | 39.298  | 0,73%      | Penápolis                 | São Paulo          |
| 15450  | Teruo Kato                  | PMDB    | 39.176  | 0,73%      | Lucélia                   | São Paulo          |
| 15200  | Edson Strapasson            | PMDB    | 38.645  | 0,72%      | Colombo                   | Paraná             |
| 15333  | Beti Pavin                  | PMDB    | 38.266  | 0,71%      | Colombo                   | Paraná             |
| 25654  | Fabio Camargo               | PFL     | 37.973  | 0,70%      | Curitiba                  | Paraná             |
| 13233  | Luciana Rafagnin            | PT      | 37.966  | 0,70%      | Mariano Moro              | Rio Grande do Sul  |
| 15000  | Stephanes Júnior            | PMDB    | 37.955  | 0,70%      | Curitiba                  | Paraná             |
| 11223  | Duílio Genari               | PP      | 36.999  | 0,69%      | Veranópolis               | Rio Grande do Sul  |
| 13300  | Enio Verri                  | PT      | 36.800  | 0,68%      | Maringá                   | Paraná             |
| 10123  | Edson Praczyk               | PRB     | 35.725  | 0,66%      | São Paulo                 | São Paulo          |
| 45789  | Ademar Traiano              | PSDB    | 34.666  | 0,64%      | Francisco Beltrão         | Paraná             |
| 14190  | Carlos Simões               | PTB     | 32.138  | 0,60%      | Verê                      | Paraná             |
| 23500  | Felipe Lucas                | PPS     | 31.636  | 0,59%      | Rio Azul                  | Paraná             |
| 23600  | Douglas Fabrício            | PPS     | 29.553  | 0,55%      | Roncador                  | Paraná             |
| 13115  | Péricles de Mello           | PT      | 29.012  | 0,54%      | Ponta Grossa              | Paraná             |
| 13131  | Tadeu Veneri                | PT      | 28.204  | 0,52%      | União da Vitória          | Paraná             |
| 13166  | Elton Welter                | PT      | 27.549  | 0,51%      | Toledo                    | Paraná             |
| 25625  | Osmar Bertoldi              | PFL     | 27.385  | 0,51%      | Curitiba                  | Paraná             |
| 33014  | Dr. Manoel Batista          | PMN     | 26.714  | 0,49%      | Pompéia                   | São Paulo          |
| 13567  | Pedro Ivo Ilkiv             | PT      | 24.472  | 0,45%      | Cruz Machado              | Paraná             |
| 43043  | Rosane Ferreira             | PV      | 18.844  | 0,35%      | Clevelândia               | Paraná             |